# Hyposada kadooriensis
Hyposada kadooriensis är en fjärilsart som beskrevs av Anthony C. Galsworthy 1998. Hyposada kadooriensis ingår i släktet Hyposada och familjen nattflyn. Inga underarter finns listade i Catalogue of Life.